# Achatocarpus
Achatocarpus – rodzaj roślin z rodziny Achatocarpaceae. Obejmuje od 5 do 10 gatunków występujących od Meksyku na północy do Argentyny na południu.

## Systematyka
Pozycja według APweb (aktualizowany system APG IV z 2016)
Jeden z dwóch rodzajów z rodziny Achatocarpaceae w obrębie rzędu goździkowców (Caryophyllales) należącego do dwuliściennych właściwych.
Wykaz gatunków
- Achatocarpus balansae Schinz & Autran
- Achatocarpus brasiliensis H.Walter
- Achatocarpus brevipedicellatus H.Walter
- Achatocarpus gracilis H.Walter
- Achatocarpus hasslerianus Heimerl
- Achatocarpus microcarpus Schinz & Autran
- Achatocarpus nigricans Triana
- Achatocarpus oaxacanus Standl.
- Achatocarpus praecox Griseb.
- Achatocarpus pubescens C.H.Wright